# تیم تینکوف
تینکوف یک تیم حرفه‌ای دوچرخه‌سواری روسی است که در تور جهانی دوچرخه‌سواری رقابت می‌کند. مالک تیم اولگ تینکوف روس است و بانک تینکوف حامی مالی آن است. بیارن ریس (دوچرخه‌سوار بازنشسته و قهرمان سابق تور دو فرانس) از ۱۹۹۹ تا ۲۰۱۵ مدیر عامل تیم بود.
این تیم در ۱۹۹۸ تأسیس شد و در سال ۲۰۰۰ به سطح اول مسابقات دوچرخه‌سواری ارتقا یافت. حامیان مالی تیم در سال‌های مختلف تغییر کرده‌اند. رکابزنان این تیم برندهٔ هر سه تور بزرگ دوچرخه‌سواری شده‌اند. از جمله کارلوس ساستره برندهٔ تور دو فرانس ۲۰۰۸، ایوان باسو برندهٔ جیرو دیتالیای ۲۰۰۶ و آلبرتو کونتادور برندهٔ ووئلتا اسپانیای ۲۰۱۴ شدند. هم‌چنین چند بار برندهٔ کلاسیک‌های بزرگ شده‌اند.

## تاریخچه
الکس پدرسون و چند نفر دیگر شرکتی را برای تأسیس یک تیم دوچرخه‌سواری در سال ۱۹۹۶ در هرنینگ دانمارک ایجاد کردند. هدف آن‌ها راه‌یابی به تور دو فرانس ۲۰۰۰ بود.

### هوم-جک اند جونز (۱۹۹۸–۱۹۹۹)
تیم برای فصل ۱۹۹۸ با ۱۱ رکابزن آغاز به کار کرد. حامیان مالی اصلی تیم، یک آژانس املاک با نام هوم ای/اس و یک تولیدکنندهٔ پوشاک با نام جک اند جونز بودند. بودجهٔ تیم برای این فصل، حدود یک میلیون یورو بود.
در پایان فصل ۱۹۹۸، تیم به رتبهٔ ۳۲ دست یافت. هم‌چنین با افزایش بودجه به ۲٫۴ میلیون یورو، تعداد رکابزنان به ۱۴ افزایش یافت. در فصل ۱۹۹۹، تیم ۲۶ پیروزی در مسابقات اتحادیهٔ جهانی به دست آورد. در سپتامبر ۱۹۹۹ نمونهٔ دوپینگ مارک استریل، رکابزن بلژیکی، به دلیل وجود هماتوکریت، مثبت اعلام شد و از تیم اخراج شد. هوم نیز از حمایت مالی تیم برای فصل‌های بعد انصراف داد.

### مموری کارد-جک اند جونز (۲۰۰۰)
در فصل ۲۰۰۰، مموری کارد ای/اس تولید کنندهٔ دانمارکی به عنوان حامی مالی دوم تیم معرفی شد. تیم در تور دو فرانس ۲۰۰۰ شرکت کرد. در آوریل همین سال، نمونهٔ هماتوکریت نیکولای بو لارسن ۵۱ اعلام شد، هرچند که میزان آن در روز پیش و پس از آن، ۴۷ بود. بو لارسن تبرئه شد، ولی جک اند جونز از حمایت مالی تیم انصراف داد.

### سی‌اس‌سی-تیسکالی (۲۰۰۱–۲۰۰۲)
سی‌اس‌سی و یک شرکت اروپایی دیگر با نام ورلد آن‌لاین، حمایت مالی تیم را با مبلغ ۴٫۵ میلیون یورو به عهده گرفتند. ورلد آن‌لاین توسط تیسکالی خریده شد و نام تیم در ۱ ژوئیهٔ ۲۰۰۱ به سی‌اس‌سی-تیسکالی تغییر یافت. پیوستن لورن ژالابر به تیم، اعتبار بین‌المللی آن را افزایش داد. ژالابر به مقام سلطان کوهستان تور دو فرانس ۲۰۰۱ دست یافت و در یک مرحلهٔ تور نیز پیروز شد.
در فصل ۲۰۰۲، تایلر همیلتون در جیرو دیتالیا دوم شد. هم‌چنین تیم در آستانهٔ پیروز شدن مرحلهٔ تایم تریل تیمی در تور دو فرانس ۲۰۰۲ بود که به دلیل ترکیدن لاستیک از آن بازماند. ژالابر دوباره عنوان سلطان کوهستان را کسب کرد و در کلاسیک سن سباستین به پیروزی رسید. سپس در پایان همان فصل، بازنشسته شد.

### تیم سی‌اس‌سی (۲۰۰۳–۲۰۰۸)

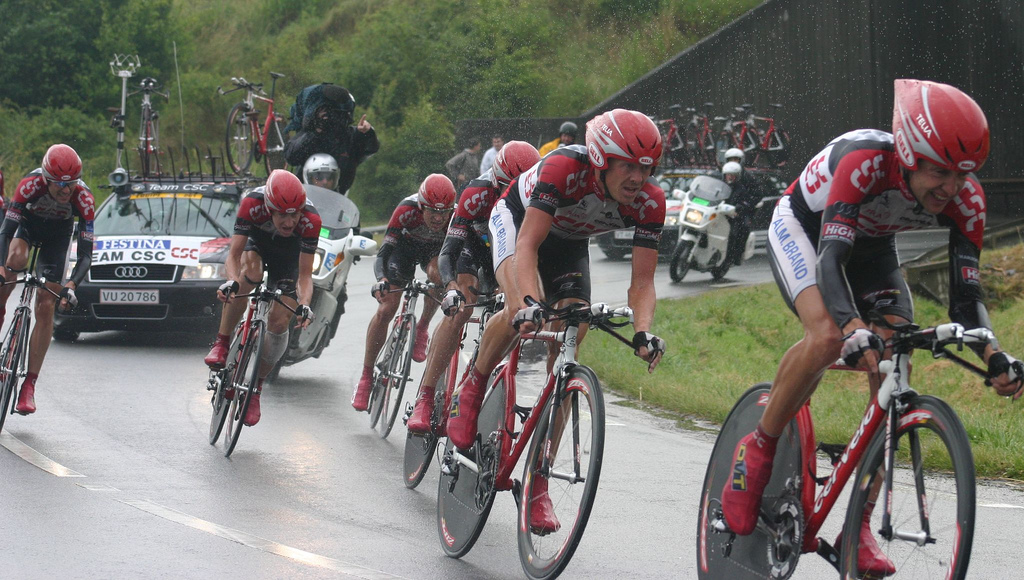
تیم سی‌اس‌س در تور دو فرانس ۲۰۰۴

در فصل ۲۰۰۳ تیسکالی از تیم‌داری انصراف داد و نام تیم به تیم سی‌اس‌سی تغییر کرد. با حذف یکی از حامیان مالی، بودجهٔ تیم نیز کاهش یافت. دفتر مدیریت تیم از هرنینگ به لینگبی انتقال پیدا کرد. همیلتون به عنوان رهبر تیم انتخاب شد و در تور لیژ-باستون-لیژ به پیروزی رسید؛ ولی به دلیل شکستگی ترقوه در مرحلهٔ نخست تور دو فرانس زمان زیادی را از دست داد و در پایان، به مقام چهارم رسید.
در فصل ۲۰۰۴، ایوان باسو جایگزین همیلتون شد. در تور دو فرانس ۲۰۰۴، باسو در رده‌بندی اصلی بر سکوی سوم ایستاد.
در فصل ۲۰۰۵، باسو و داوید زابریسکی سه مرحله از جیرو را پیروز شدند. در تور همان سال، باسو دوم شد و زابریسکی در پرولوگ برنده شد. در میانهٔ تور دو فرانس، سی‌اس‌سی حمایت مالی خود را تا سال ۲۰۰۸ توسعه داد. در تور انکو، یولیچ و ساستره اول و دوم شدند. سورنسن نیز یک مرحله از ووئلتا را پیروز شد و ساستره در رده‌بندی اصلی در جای دوم قرار گرفت. در پایان فصل، تیم سی‌اس‌سی برندهٔ تور حرفه‌ای فصل ۲۰۰۵ شد.
در فصل ۲۰۰۶، هدف تیم برنده شدن هر سه گرند تور بود. قرار بود باسو در جیرو و تور و ساستره در ووئلتا رکاب بزنند. سی‌اس‌سی دارای تایم‌تریل‌روهایی مانند زابریسکی، یولیچ و فابیان کانچلارا نیز بود. در جیرو، باسو با اختلاف زمانی زیاد قهرمان شد. در ۳۰ ژوئن اعلام شد که باسو به دلیل مشارکت در یک پروندهٔ دوپینگ اجازهٔ شرکت در تور را ندارد. ساستره به عنوان رهبر تیم در تور دو فرانس ۲۰۰۶ اعلام شد و در پایان تور، در مکان چهارم قرار گرفت. او این رتبه را در ووئلتا نیز تکرار کرد.
در فصل ۲۰۰۷، تیم برای جیرو جوانگرایی کرد و اندی اشلک علاوه بر قهرمانی در رده‌بندی رکابزنان جوان، مقام دوم رده‌بندی اصلی را نیز به دست آورد. در تور، ساستره چهارم شد و در ووئلتا به مقام دوم دست یافت.

### سی‌اس‌سی-ساکسو بانک (۲۰۰۸)
سی‌اس‌سی اعلام کرد که قرارداد خود را در بهار ۲۰۰۸ تمدید نخواهد کرد. در میانهٔ ژوئن اعلام شد که ساکسو بانک قراردادی سه‌ساله امضا کرده‌است. بنابراین در تور دو فرانس ۲۰۰۸، تیم با عنوان تیم سی‌اس‌سی-ساکسو بانک حضور یافت. ساستره در تور قهرمان شد و تیم نیز برندهٔ رده‌بندی تیمی شد.

### تیم ساکسو بانک (۲۰۰۹–۲۰۱۰)
در فصل ۲۰۰۹، تنها موفقیت عمدهٔ تیم، کسب مقام دوم در رده‌بندی اصلی تور دو فرانس و به تن کردن پیراهن بهترین رکابزن جوان آن تور توسط اندی اشلک بود. در فصل ۲۰۱۰، ریچی پورت و فرانک اشلک در رده‌بندی اصلی جیرو و ووئلتا در مکان هفتم و پنجم ایستادند. در تور نیز دوباره اندی اشلک مقام دوم را به دست آورد؛ ولی پس از پس گرفته شدن قهرمانی کونتادور به دلیل دوپینگ، عنوان قهرمانی تور را کسب کرد.

### ساکسوبانک-سون‌گارد (۲۰۱۱)
در اوت ۲۰۱۰ نام تیم برای فصل آینده اعلام شد و تیم با آلبرتو کونتادور (قهرمان دو دورهٔ تور دو فرانس) قرارداد امضا کرد. هم‌چنین برادران اشلک در ژوئیهٔ ۲۰۱۰ اعلام کردند که در فصل آینده از تیم جدا خواهند شد. در ۱۱ نوامبر ۲۰۱۱ اعلام شد که سون‌گارد در فصل بعد، حامی مالی عنوان تیم نخواهد بود.

### ساکسو-تینکوف و تینکوف-ساکسو (۲۰۱۲)
در ۲۵ ژوئن ۲۰۱۲ بانک روسی تینکوف به عنوان حامی مالی دوم تیم در ادامهٔ فصل ۲۰۱۲ و تا پایان فصل ۲۰۱۳ اعلام شد. ساکسو بانک نیز قرارداد خود را تا فصل ۲۰۱۳ تمدید کرد. در نتیجه نام تیم به ساکسو بانک-تینکوف بانک تغییر کرد. کونتادور پس از پایان محرومیتش به دلیل دوپینگ به مسابقات بازگشت و قهرمان ووئلتا شد.
اولگ تینکوف در فصل ۲۰۱۳ تیم را از بیارن ریس خرید و نام تیم به تینکوف-ساکسو تغییر یافت.
برای فصل ۲۰۱۵، پیتر ساگان به تیم پیوست. در مارس ۲۰۱۵، ریس به دلیل اختلاف با تینکوف از تیم جدا شد. در دسامبر همان سال، تینکوف اعلام کرد که در پایان فصل ۲۰۱۶، تیم را خواهد فروخت تا فعالیت تجاری بانک را از حمایت ورزشی به تبلیغات تلویزیونی معطوف کند. البته در ژوئیهٔ ۲۰۱۶ اعلام کرد هنگامی که کریس فروم بازنشسته شود، با هدف پیروزی در تور دو فرانس به دوچرخه‌سواری باز خواهد گشت.